# 2019-es Formula–E Róma nagydíj
A 2019-es Róma nagydíjat április 13-án rendezték. Ez volt a 7. verseny a szezonban. A futamot egy előzésnek köszönhetően Mitch Evans nyerte a Jaguarral, aki a világbajnokság ezen szakaszáig az összes futamon pontszerző volt. Az ezüstérmes a pole-ból rajtoló André Lotterer lett, míg a harmadig Stoffel Vandoorne, akinek ez volt az első dobogója a szériában.

## Időmérő

### Előzmények
A verseny előtti hétvégén a Panasonic Jaguar csapata és Nelson Piquet Jr. bejelentette, hogy felbontják a szerződésüket egymással és a brazil pilóta azonnali hatállyal távozik a csapattól, helyére pedig az előző években a Virgin pilótájaként szereplő Alex Lynn érkezett. Ezen kívül a Dragon bejelentette, hogy Felipe Nasr kihagyja a Római ePrix-t és helyére kizárólag erre a hétvégére Maximilian Günther ül be, ugyanis Nasrnak kötelezettsége volt a WeatherTec SportsCar long beach-i hétvégéjén.
A végleges rajtrács:

Az időmérő elejét, vagyis a Q1-et és a Q2-t esős/felszáradó pályán rendezték. Ennek köszönhetően teljesen felborult az erősorrend és a bajnokoi tabella elején lévő versenyzők csak a TOP10-en kívülről indultak, mivel a pilóták a bajnoki tabella aktuális állása alapján 5-ös csoportokban gurulnak pályára. Külön kiemelendő, hogy mindkét Geox Dragon-autó bekerült a Superpole-ba a legjobb 6 közé. André Lotterer utolsó körén hibázott, a német előtt pedig Mitch Evans futotta a  legjobb kört. Lotterer ennek ellenére is megszerezte az első rajtkockát, életében először. Mindeközben Alexander Sims még a Q1-ben hibázott és mért idő nélkül zárt, a mezőnyben egyedüliként.
| Helyezés | Rajtszám | Versenyző              | Csapat                    | Idő        | Különbség  |
| -------- | -------- | ---------------------- | ------------------------- | ---------- | ---------- |
| 1        | 36       | André Lotterer         | DS Techeetah              | 1:32,123   | –          |
| 2        | 20       | Mitch Evans            | Panasonic Jaguar Racing   | 1:32,483   | +0,360     |
| 3        | 7        | José María López       | Geox Dragon Racing        | 1:32,906   | +0,783     |
| 4        | 5        | Stoffel Vandoorne      | HWA Racelab               | 1:33,233   | +1,110     |
| 5        | 6        | Maximilian Günther     | Geox Dragon Racing        | 1:35,640   | +3,517     |
| 6        | 23       | Sébastien Buemi        | Nissan e.dams             | 1:07,670   | +4,208     |
| 7        | 48       | Edoardo Mortara        | Venturi                   | 1:30,397   | −          |
| 8        | 4        | Robin Frijns           | Envision Virgin Racing    | 1:30,422   | +0,025     |
| 9[1]     | 94       | Pascal Wehrlein        | Mahindra Racing           | 1:30,609   | +0,212     |
| 10       | 19       | Felipe Massa           | Venturi                   | 1:30,623   | +0,226     |
| 11       | 22       | Oliver Rowland         | Nissan e.dams             | 1:30,723   | +0,326     |
| 12       | 28       | António Félix da Costa | BMW i Andretti Motorsport | 1:30,804   | +0,407     |
| 13       | 2        | Sam Bird               | Envision Virgin Racing    | 1:30,880   | +0,483     |
| 14       | 11       | Lucas di Grassi        | Audi Sport ABT Schaffler  | 1:30,977   | +0,580     |
| 15       | 17       | Gary Paffett           | HWA Racelab               | 1:30,980   | +0,583     |
| 16       | 25       | Jean-Éric Vergne       | DS Techeetah              | 1:31,016   | +0,619     |
| 17       | 66       | Daniel Abt             | Audi Sport ABT Schaffler  | 1:31,043   | +0,646     |
| 18       | 16       | Oliver Turvey          | NIO Formula E Team        | 1:31,043   | +0,646     |
| 19       | 64       | Jérôme d’Ambrosio      | Mahindra Racing           | 1:31,192   | +0,795     |
| 20       | 8        | Tom Dillmann           | NIO Formula E Team        | 1:31,220   | +0,823     |
| 21[2]    | 3        | Alex Lynn              | Panasonic Jaguar Racing   | 1:39,657   | +9,260     |
| 22       | 27       | Alexander Sims         | BMW i Andretti Motorsport | Idő nélkül | Idő nélkül |

Megjegyzések:
- ↑ 1:  - Pascal Wehrlein 5 rajthelyes büntetést kapott, mert túl gyorsan hajtott a piros zászlós periódus alatt.
- ↑ 2:  - Alex Lynn idejét törölték, teljesítmény túllépés miatt.

## Futam

### FanBoost
| # | Rajtszám | Versenyző              | Csapat                    |
| - | -------- | ---------------------- | ------------------------- |
| 1 | 28       | António Félix da Costa | BMW i Andretti Motorsport |
| 2 | 66       | Daniel Abt             | Audi Sport ABT Schaffler  |
| 3 | 11       | Lucas di Grassi        | Audi Sport ABT Schaffler  |
| 4 | 23       | Sébastien Buemi        | Nissan e.dams             |
| 5 | 5        | Stoffel Vandoorne      | HWA Racelab               |

### Futam
| Helyezés | Rajtszám | Versenyző              | Csapat                    | Kör | Idő/Kiesés oka  | Rajthely | Pont |
| -------- | -------- | ---------------------- | ------------------------- | --- | --------------- | -------- | ---- |
| 1        | 20       | Mitch Evans            | Panasonic Jaguar Racing   | 29  | 1:33:51,140     | 2        | 25   |
| 2[d]     | 36       | André Lotterer         | DS Techeetah              | 29  | +0,979          | 1        | 21   |
| 3        | 5        | Stoffel Vandoorne      | HWA Racelab               | 29  | +6,399          | 4        | 15   |
| 4        | 4        | Robin Frijns           | Envision Virgin Racing    | 29  | +9,181          | 8        | 12   |
| 5[e]     | 23       | Sébastien Buemi        | Nissan e.dams             | 29  | +9,778          | 6        | 11   |
| 6        | 22       | Oliver Rowland         | Nissan e.dams             | 29  | +11,262         | 10       | 8    |
| 7        | 11       | Lucas di Grassi        | Audi Sport ABT Schaffler  | 29  | +24,40          | 13       | 6    |
| 8        | 64       | Jérôme d’Ambrosio      | Mahindra Racing           | 29  | +28,633         | 19       | 4    |
| 9[a]     | 28       | António Félix da Costa | BMW i Andretti Autosport  | 29  | +30,651         | 11       | 2    |
| 10       | 94       | Pascal Wehrlein        | Mahindra Racing           | 29  | +30,735         | 14       | 1    |
| 11       | 2        | Sam Bird               | Envision Virgin Racing    | 29  | +32,272         | 12       |      |
| 12       | 3        | Alex Lynn              | Panasonic Jaguar Racing   | 29  | +42,238         | 21       |      |
| 13       | 16       | Oliver Turvey          | NIO Formula E Team        | 29  | +48,616         | 18       |      |
| 14[b]    | 25       | Jean-Éric Vergne       | DS Techeetah              | 29  | +49,732         | 16       |      |
| 15       | 8        | Tom Dillmann           | NIO Formula E Team        | 29  | +52,253         | 20       |      |
| 16       | 7        | José María López       | Geox Dragon Racing        | 29  | +1:10,373       | 3        |      |
| 17       | 27       | Alexander Sims         | BMW i Andretti Motorsport | 29  | +1:11,373       | 22       |      |
| 18       | 66       | Daniel Abt             | Audi Sport ABT Schaffler  | 28  | Elektronika     | 17       |      |
| 19[c]    | 6        | Maximilian Günther     | Geox Dragon Racing        | 28  | Energiarendszer | 5        |      |
| Ki       | 19       | Felipe Massa           | Venturi                   | 11  | Kardántengely   | 9        |      |
| Ki       | 48       | Edoardo Mortara        | Venturi                   | 8   | Kardántengely   | 7        |      |
| Ki       | 17       | Gary Paffett           | HWA Racelab               | 1   | Ütközés         | 15       |      |

Megjegyzések:
- ↑ a:  - António Félix da Costa 5 másodperces büntetést kapott az alul töltött akkumulátoráért.
- ↑ b:  - Jean-Éric Vergne 37 másodperces büntetést kapott, mert túl gyorsan ment a teljes pályás sárga zászló alatt.
- ↑ c:  - Maximilian Günther 5 másodperces büntetést kapott, mert túl gyorsan ment a teljes pályás sárga zászló alatt és egy 37 másodperces büntetést is, mert megsértette a támadási üzemmód szabályait.
- ↑ d:  - +3 pont a pole-pozícióért.
- ↑ e:  - +1 pont a leggyorsabb körért.

## A világbajnokság állása a verseny után
(Teljes táblázat)
| H  | Versenyzők             | Pont | H  | Konstruktőrök             | Pont |
| -- | ---------------------- | ---- | -- | ------------------------- | ---- |
| 1. | Jérôme d'Ambrosio      | 65   | 1. | DS Techeetah              | 116  |
| 2. | António Félix da Costa | 64   | 2. | Envision Virgin Racing    | 109  |
| 3. | André Lotterer         | 62   | 3. | Mahindra Racing           | 102  |
| 4. | Mitch Evans            | 91   | 4. | Audi Sport ABT Schaffler  | 102  |
| 5. | Lucas di Grassi        | 58   | 5. | BMW i Andretti Motorsport | 82   |

- Jegyzet: Csak az első 5 helyezett van feltüntetve mindkét táblázatban.